# Rue Albert-Dhalenne
La rue Albert-Dhalenne est une voie publique de Saint-Ouen-sur-Seine, dans le département de la Seine-Saint-Denis.

## Situation et accès

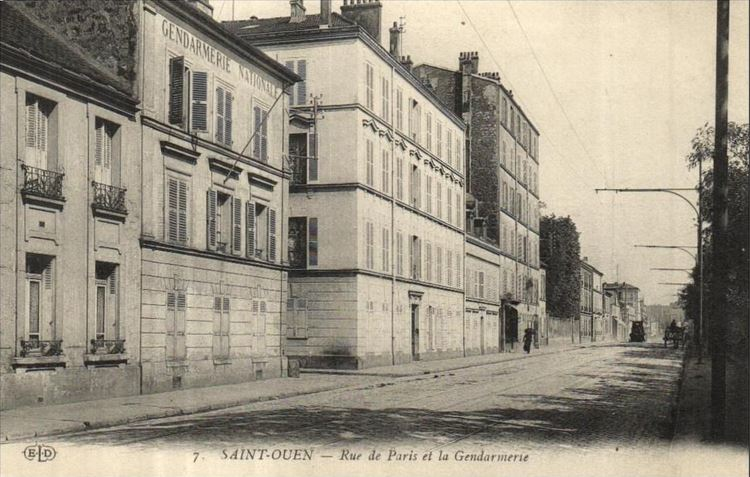
La gendarmerie sur l'ex-rue de Paris, aujourd'hui rue Albert-Dhalenne.

D'orientation nord-est / sud-ouest, elle commence au pont de Saint-Ouen, où elle rencontre le Quai de Saint-Ouen, le quai de Seine et la rue du Landy. Elle forme ensuite le point de départ de la rue Saint-Denis.
Au croisement avec le boulevard Jean-Jaurès, elle tangente la place de la République.
Elle se termine boulevard Jean-Jaurès, où elle est prolongée par la rue du Docteur-Bauer. Avec la rue du Docteur-Bauer, elle forme la route départementale 22. Elle est desservie par la station de métro Mairie de Saint-Ouen desservie par les lignes 13 et 14 du métro.

## Origine du nom

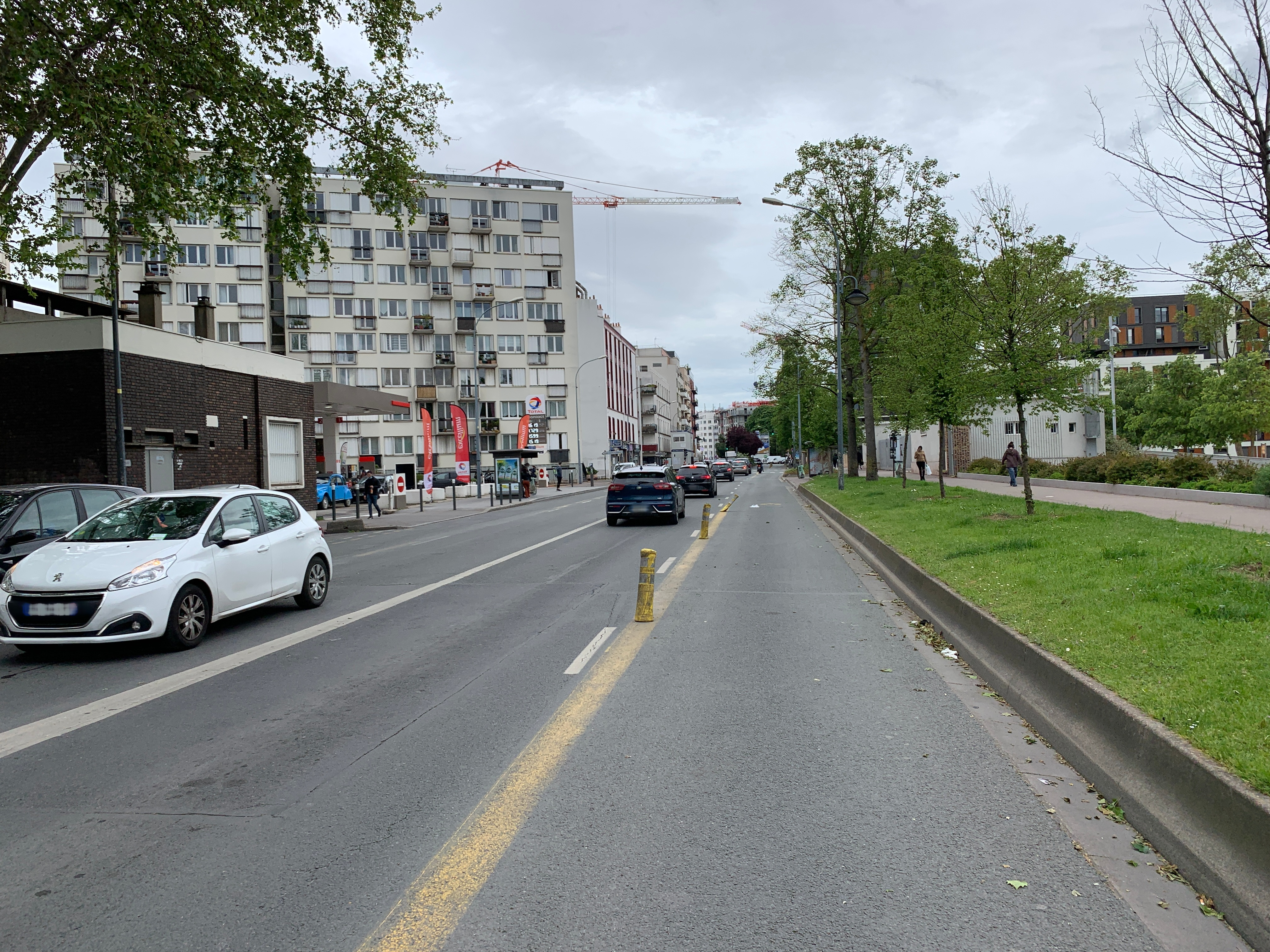
La rue en mai 2021.

Son nom actuel est en référence à Albert Dhalenne (1896-1942), résistant local. Soldat durant la Première Guerre mondiale puis inspecteur principal de police, il est fusillé par les nazis le 13 janvier 1942. Il reçoit la légion d'honneur à titre posthume. Le 29 mai 1945, la mention « mort pour la France » lui est décerné.

## Historique
C'est avec la centralisation du royaume de France entreprise par Louis XIV que de nombreux chemins se dirigeant vers la capitale prennent le nom de route de Paris. Cette voie fut en effet appelée rue de Paris, la voie déjà existante ayant été étendue vers la Seine en 1872.

## Bâtiments remarquables et lieux de mémoire
- N°12 : Château de Saint-Ouen[3]

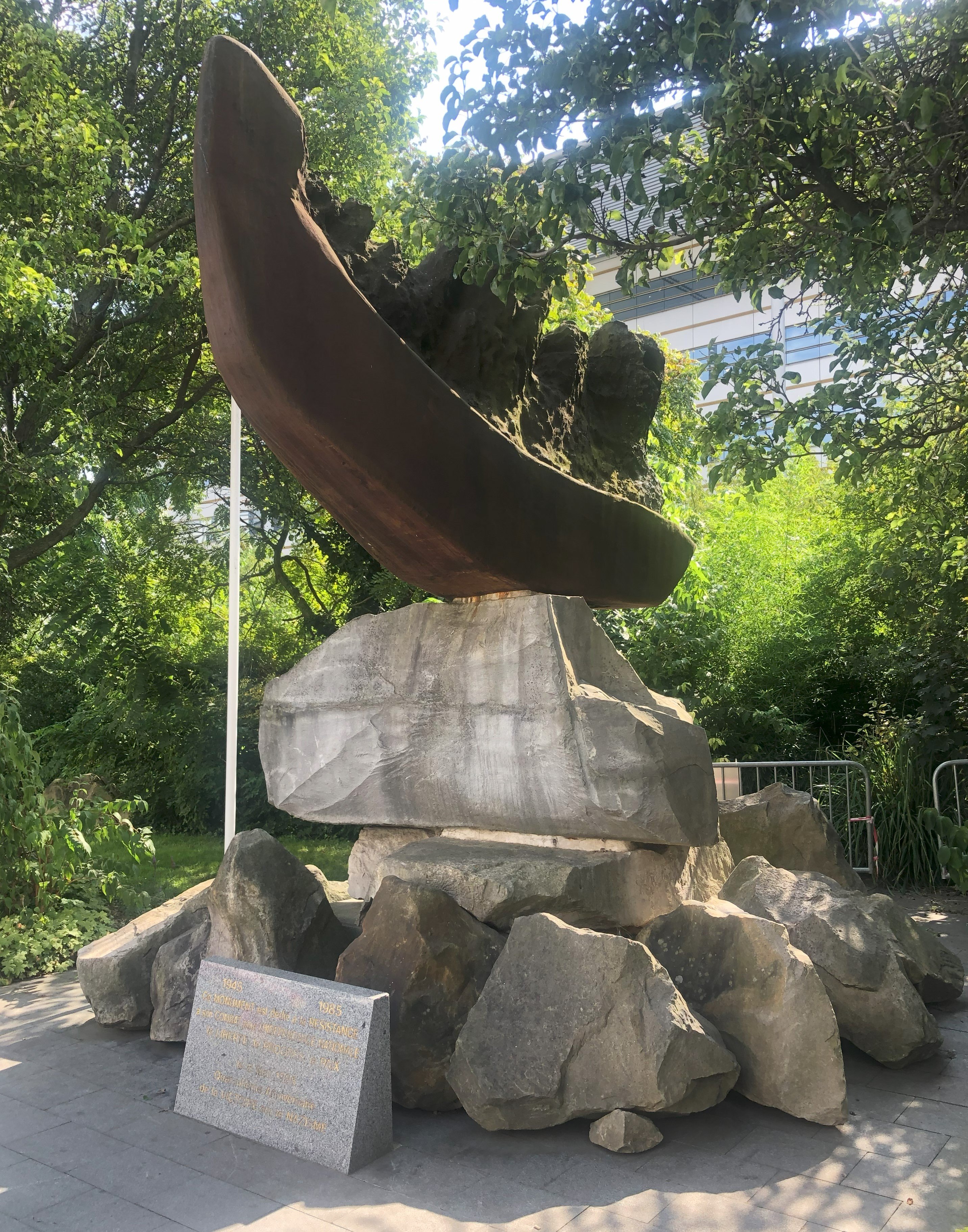
Monument de la Résistance par Pat Diska

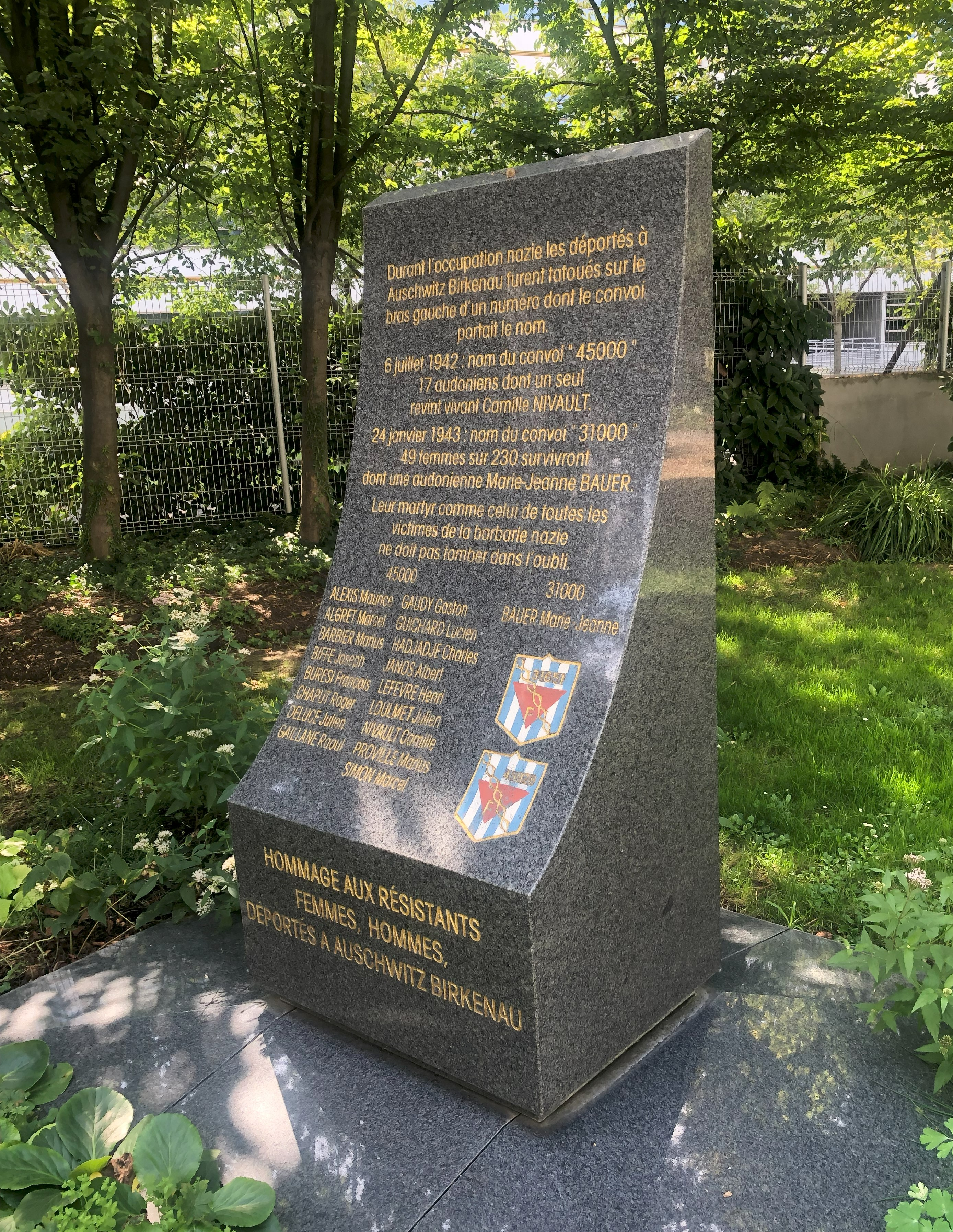
Monument aux morts, square des 31000 et des 45000

- N°32 : Grand Parc des Docks de Saint-Ouen
- N°48 : Siège de Alstom Transport[4]